# Thecla cethegus
Thecla cethegus är en fjärilsart som beskrevs av Stoll 1790. Thecla cethegus ingår i släktet Thecla och familjen juvelvingar. Inga underarter finns listade i Catalogue of Life.

## Bildgalleri

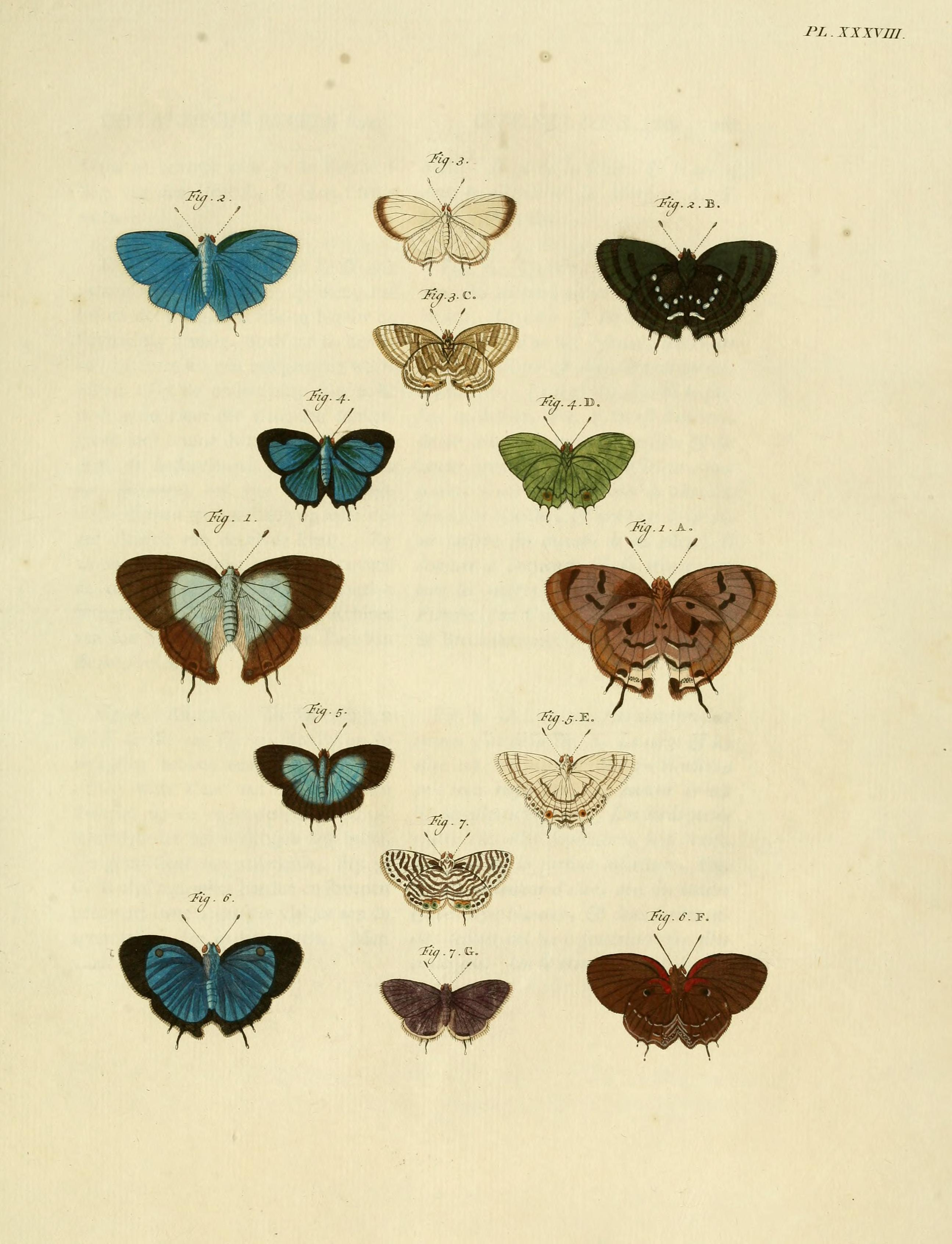
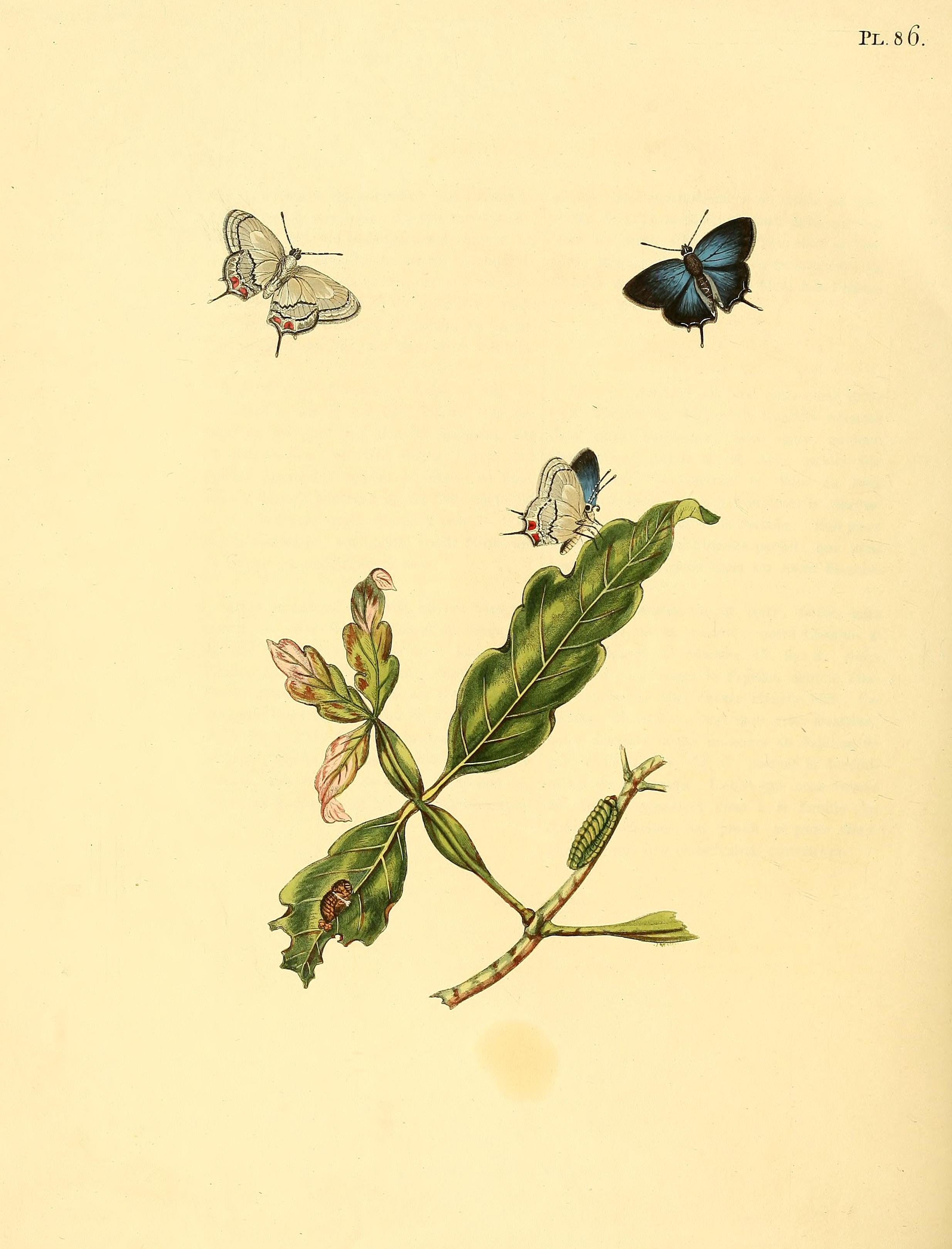